# Zoe Aggeliki
Zoi Aggeliki (Karlskrona, Suécia, 4 de janeiro de 1994) é uma modelo e atriz sueca.
Zoe faz sua estreia no cinema interpretando Silena Beauregard no filme de 2013, Percy Jackson: Sea of Monsters e co-estrela com David Gallagher e Jake Weber o filme de terror Scared of the Dark
Em 2012, Zoe esteve na capa da revista francesa de moda "l'Officiel".

## Filmografia
| Ano  | Filme                          | Papel             | Notas                 |
| ---- | ------------------------------ | ----------------- | --------------------- |
| 2012 | Fun Size                       | Melinda           |                       |
| 2013 | R.I.P.D. (em produção)         | Nick's Avatar     | não creditada         |
| 2013 | Percy Jackson: Sea of Monsters | Silena Beauregard |                       |
| 2013 | Scared of the Dark             | Olivia            | primeiro grande papel |
| 2013 | The Hangover Part III          | Sandra            | não creditada         |